# Responsabilitat
La paraula responsabilitat prové del llatí responsum, que és una forma llatina del verb respondre. per això diem que responsabilitat és¨l'habilitat de respondre¨.
Existeixen diversos significats de la paraula responsabilitat en català:
- Com la imputabilitat o possibilitat de ser considerat subjecte d'un deute o obligació al no ser ordenat i capaç de fer alguna cosa això s'ha de fer al contrari (exemple: "Els conductors de vehicles automotors són responsables pels danys causats per les seues màquines").

- Com càrrec, compromís o obligació (exemple: "La meua responsabilitat en la presidència serà dur al nostre país a la prosperitat").

- Com sinònim de causa (exemple, "una pedra va ser la responsable de fracturar-li el crani").

- Com la virtut de ser la causa dels propis actes, és a dir, de ser lliure (exemple: "No podem atribuir-li cap responsabilitat a la pedra que va matar el pobre home, perquè es tracta d'un objecte inert que va caure al sòl per atzar").

- Com deure assumir les conseqüències dels nostres actes.

Responsable és aquell que conscientment és la causa directa o indirecta d'un fet i que, per tant, és imputable per les conseqüències d'aquell fet (és a dir, una acumulació de significats previs de responsabilitat), acaba per configurar-se un significat complex: el de responsabilitat com virtut per excel·lència dels éssers humans lliures. En la tradició kantiana, la responsabilitat és la virtut individual de concebre lliure i conscientment les màximes universalitzables de la nostra conducta. Per a Hans Jonas, en canvi, la responsabilitat és una virtut social que es configura sota la forma d'un imperatiu que, seguint formalment a l'imperatiu categòric kantià, ordena: “obra de tal manera que els efectes de la teua acció segueixen compatibles amb la permanència d'una vida humana autèntica en la Terra”. Dita imperativa es coneix com el "principi de responsabilitat".

## Definició
La responsabilitat és un valor que consisteix en la consciència de la persona, que li permet reflexionar, administrar, orientar i valorar les conseqüències dels seus actes, sempre en el plànol del moral. Una vegada que passa al plànol ètic (posada en pràctica), persisteixen aquestes quatre idees per a establir la magnitud d'aquestes accions i afrontar-les de la manera més propositiva i integral, sempre en pro del millorament laboral, social, cultural i natural.
El compliment responsable a la nostra labor humana, siga com anàs, es regiria per principis com:
1. Reconèixer i respondre a les pròpies inquietuds i les dels altres.
2. Millorar sense límits els rendiments en el temps i els recursos propis del càrrec que es té.
3. Reporte oportú de les anomalies que es generen de manera voluntària o involuntària.
4. Planejar dins del termini i en la forma escaient les diferents accions que conformen una activitat general.
5. Assumir amb prestància les conseqüències que les omissions, obres, expressions i sentiments generen en la persona, l'entorn, la vida dels altres i els recursos assignats al càrrec conferit.
6. Promoure principis i pràctiques saludables per a produir, manejar i usar les eines i materials que al càrrec se li confereix.
7. Difondre els coneixements i informació que el mateix càrrec li confecciona, per a no caure en la idea "La informació i l'aprenentatge és poder".

## Responsabilitat en el Dret
La responsabilitat jurídica sorgeix quan el subjecte transgredix un deure conducta assenyalat en una norma jurídica que, a diferència de la norma moral, procedeix del geteroorganisme extern al subjecte, principalment l'Estat, i és coercitiva. Són normes jurídiques perquè estableixen deures de conducta imposats al subjecte per un ens extern a ell, la regla pot ser a través de prohibicions o de normes imperatives immorals. La responsabilitat és el complement necessari de la llibertat.
L'efecte propi en les normes jurídiques és la reacció que el Dret (o tota la societat) té respecte del subjecte que viola la norma jurídica, que se suposa no és altra cosa que la manifestació del voler de tots. La sanció és la reacció que té la societat tota respecte d'aquest incompliment.
La responsabilitat també ens ajuda a valorar als altres i a no causar-los dany.